# Beaumotte-Aubertans
Beaumotte-Aubertans är en kommun i departementet Haute-Saône i regionen Bourgogne-Franche-Comté i östra Frankrike. Kommunen ligger i kantonen Montbozon som tillhör arrondissementet Vesoul. År 2022 hade Beaumotte-Aubertans 476 invånare.

## Befolkningsutveckling
Antalet invånare i kommunen Beaumotte-Aubertans
| Referens: INSEE |